# Volkswagen Passat Lingyu
Volkswagen Passat Lingyu — автомобиль Volkswagen среднего размера производства Shanghai Volkswagen на заводах в городах Антинг и Нанкин.

## Volkswagen Passat Lingyu
Модель была запущена в 2005 году и заменила Volkswagen Passat (B5) LWB. Представлял собой видоизменённую модель Škoda Superb первого поколения с более роскошными уровнем отделки салона. В 2009 году модель после модернизации получила новое имя Volkswagen New Lingyu.
Passat Lingyu предлагался в следующих комплектациях: стандартный (标准 型), люкс (豪华型), VIP и флагман (旗舰 型).
Базовая комплектация имела четырехцилиндровый двигатель с рабочим объемом 1984 куб. см и мощностью 85 кВт. "Люкс" и "VIP" имели турбированную версию 1781 куб. см с мощностью 110 кВт. "Флагман" - топовая модель линейки Lingyu, имела двигатель V6 объёмом 2771 куб. см и мощностью 140 кВт.

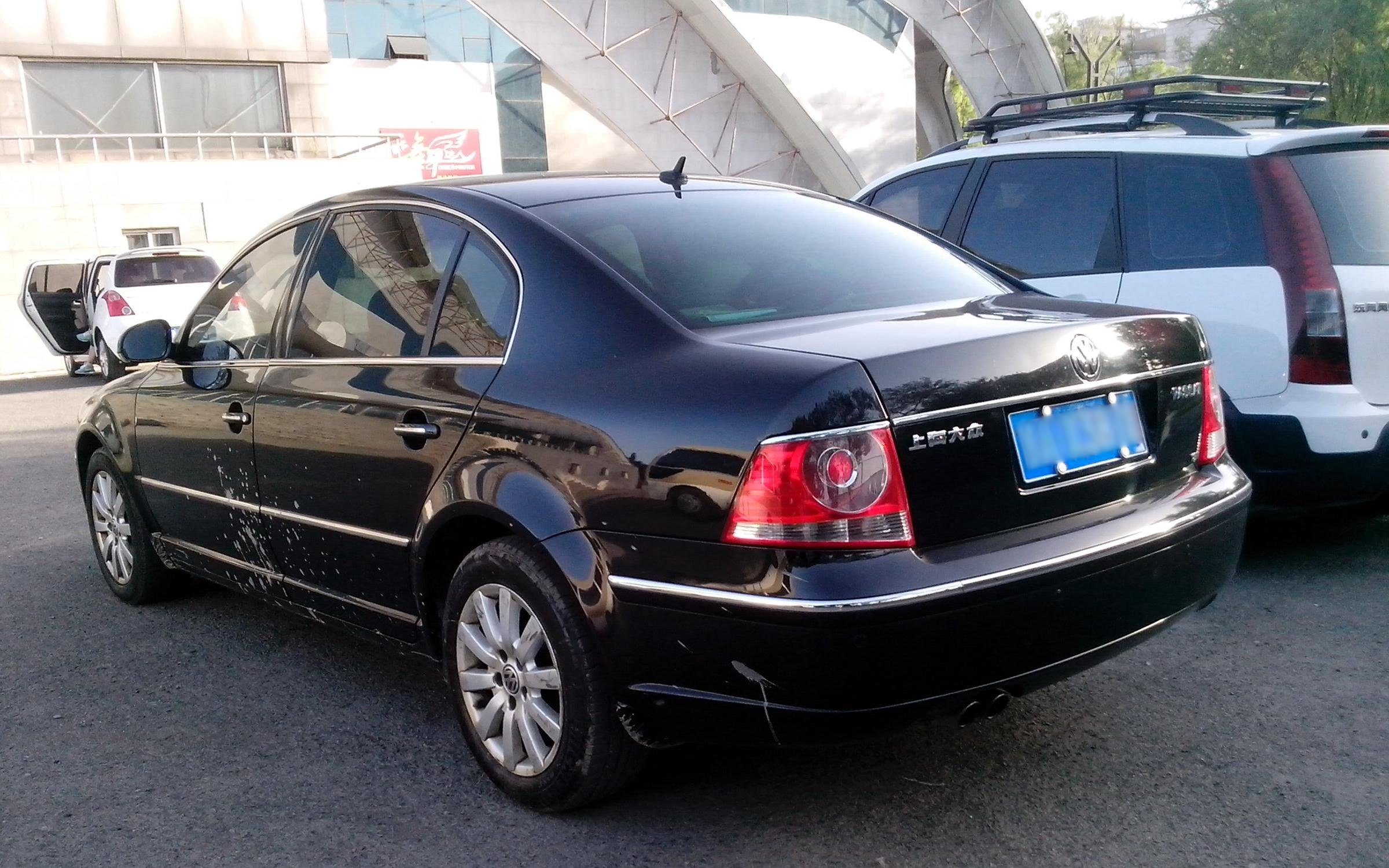
2005

## Volkswagen New Lingyu
Volkswagen New Lingyu - китайский автомобиль Volkswagen производства Shanghai Volkswagen. Представляет собой модернизированную версию Volkswagen Passat Lingyu (2005-2009).
Passat Lingyu предлагали в следующих комплектациях: Zenjie, Zenping, Zenxiang, Zhizen и Zzenshi.
Предлагались следующие двигатели: 1984 куб.см (85 кВт); 1781 см3 (110 кВт); 2771 см3 (140 кВт).
В апреле 2011 года Passat Lingyu был заменен Volkswagen Passat NMS.

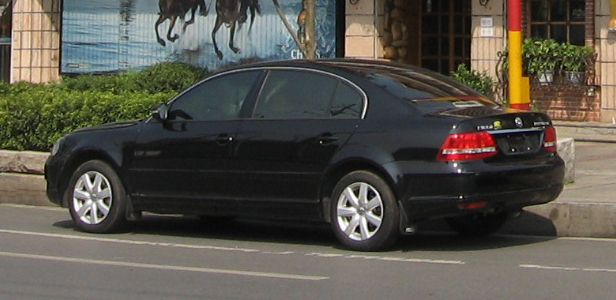
2009